# 华盛顿大火
华盛顿大火（英語：Burning of Washington）是美加1812年战争期间英国军队攻陷美国首都华盛顿后，对华盛顿特区的一次大规模报复性纵火行动。1814年8月24日，一支在布莱登斯堡之战得胜的英军在主将罗伯特·罗斯带领下攻占了华盛顿，并烧毁大量公共建筑，其中包括美國国会大厦和在当时称作“总统官邸”（Presidential Mansion）的白宫。该行动是对事件发生不久前美军洗劫多佛港的报复。这也是美国历史至今唯一一次首都遭受外国军队攻占的记录。
英军在布莱登斯堡之战大胜后，总统詹姆斯·麦迪逊等美方诸位高级军政要员均闻风撤离华盛顿城。为躲避英军的锋芒，他们一直逃到位于马里兰州蒙哥马利县的布鲁克维尔镇，该镇因此获得了“美国的一日首都”（United States Capital for a Day）的外号。麦迪逊总统曾在当地居民卡莱布·本特利家中借住过一晚，该屋一直保存至今，人称“麦迪逊之屋”。
纵火开始后还不到一天，一阵突临的雷暴（或是飓风）熄灭了大火。另有一股龙卷风穿过市中心，在宪法大道卷起2座大砲并将其抛出若干米远，造成英国军队和当地美国民众伤亡。风暴过后，英军返回其战舰，同时发现其中大量船只在风暴中受损严重。美军以“风暴拯救华盛顿”为信念，乘机打回了华盛顿。华盛顿的陷落只持续了26个小时。

## 起因
1812年，美国刚对加拿大宣战时，正与法国拿破仑政权交战的英国政府为避免顾此失彼，在加拿大实行的是防御性策略。英国在加拿大征调各路当地部队和民兵支援在加拿大的英国军队，但没有及时从本土向加拿大派遣增援部队。可是，在法国领袖拿破仑·波拿巴于1814年4月战败并遭流放后，英国已能够腾出本国部队和战船找美国算账。除增援加拿大外，战争与殖民事务大臣亨瑞·巴瑟斯特向百慕大派遣了一个旅。在百慕大可以监视美国的战时海岸封锁线和一些沿岸驻军岛屿。当时的计划是用这股力量袭扰美国大西洋沿岸，以迫使陷入腹背受敌的美国从加拿大撤军。部队司令领了很严格的军令，要求不得深入美国内陆作战，也不得占据任何据点过久。早在1814年，副司令亚历山大·柯池莱尼受命成为皇家海军北美与西印第站（North America and West Indies Station）总指挥官（Commander-in-Chief），统领百慕大和哈利法克斯的皇家海军。这支2支部队曾在战时负责封锁美军在大西洋的港口。为将战火带上美国本土，他计划了针对弗吉尼亚州和新奥尔良的袭击。
海军少将乔治·科伯恩在此前曾率领海军中队在切萨皮克湾活动。6月25日，他致信柯池莱尼，强调该处的防御薄弱，并感觉该地附近的几座大城市容易得手。柯池莱尼提议进攻巴尔的摩、华盛顿特区和费城。7月17日，科伯恩推荐华盛顿城作为目标，理由是难度较低和“能产生重大政治效应”（"the greater political effect likely to result"）。
1814年5月，约翰·坎贝尔（John Campbell）率领的一支美军于伊利湖北岸恶意劫掠与破坏了加拿大人私人财产（参见劫掠多佛港），对此事复仇成为英军攻打华盛顿特区的另一个附带借口。1814年6月2日，加拿大总督乔治·普荷沃致信在百慕大的柯池莱尼，称美国人对私人财产的破坏违反战争法，需要发动一场对美国的报复行动。普荷沃主张说
...作为美军近来在伊利湖北岸所作破坏私有财产之可耻行为的恶果，也鉴于与美战争仍将继续之故，积极采取报复措施可以遏制敌军再次实施暴行，尔等应该能看得出此建议的合理性。（... in consequence of the late disgraceful conduct of the American troops in the wanton destruction of private property on the north shores of Lake Erie, in order that if the war with the United States continues you may, should you judge it advisable, assist in inflicting that measure of retaliation which shall deter the enemy from a repetition of similar outrages.）

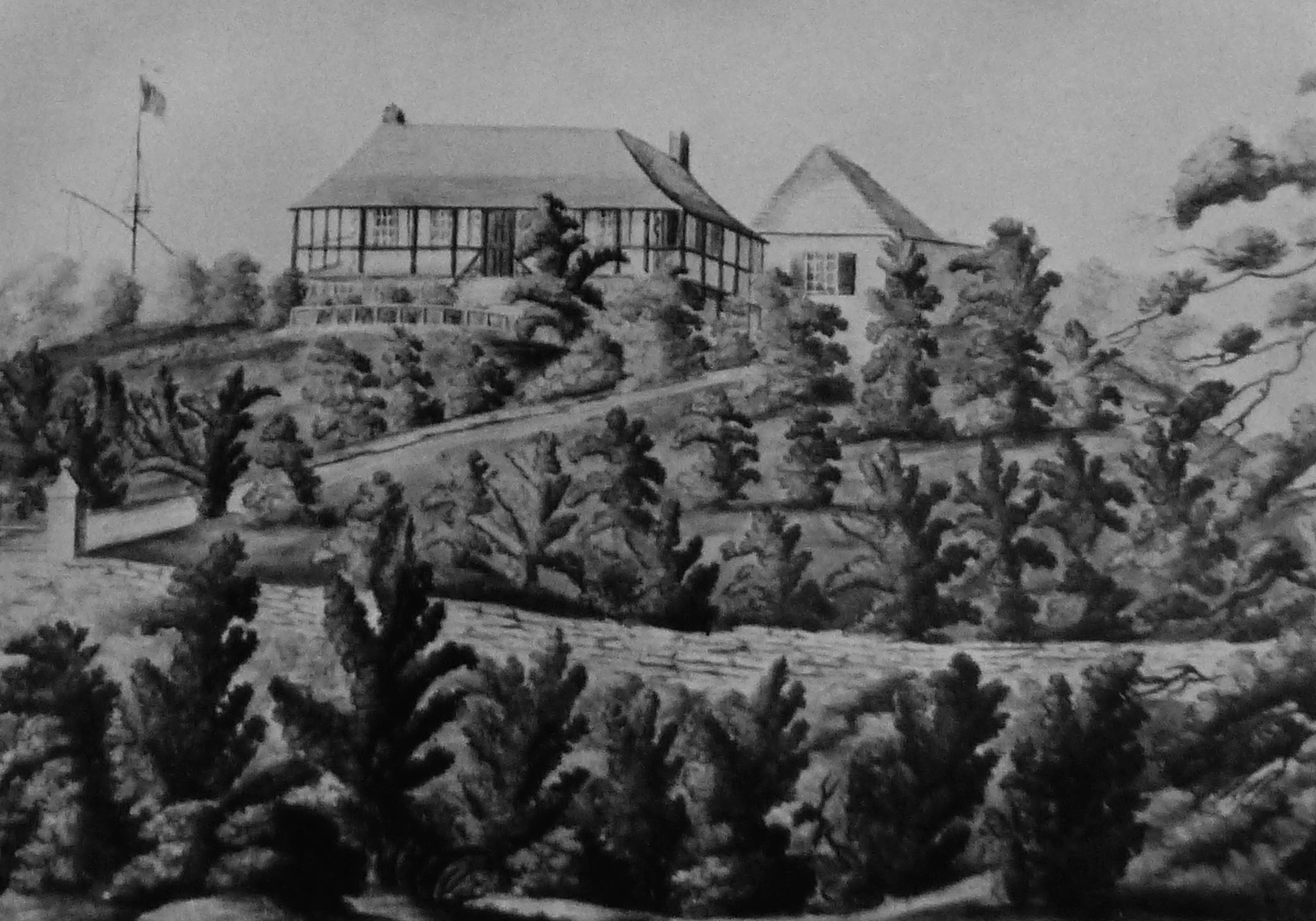
百慕大的将军府（Admiralty House）是纵火行动的策划地。

7月18日，柯池莱尼向科伯恩下达命令“以相似暴行威慑敌人...尔等应当且是受命前去摧毁并夷平能被袭扰的城镇。”（"deter the enemy from a repetition of similar outrages....You are hereby required and directed to destroy and lay waste such towns and districts as you may find assailable".）柯池莱尼训令说“你们能放过的只有那些手无寸铁的美国居民”（"You will spare merely the lives of the unarmed inhabitants of the United States"）。罗斯和科伯恩观看了总统宅邸（President's Mansion）的大火，其间有一股强劲的风暴突然从东南方向吹来。他们行军途中还曾数次遇到前来控诉英军虐待平民和劫掠私人财产之暴行的美国平民，其中有老妇人，也有年长的牧师。与这些市民有关系的女人和小孩则藏在家中或教堂中不敢出来。有2名军士因违反主将罗斯的将令被罗斯下令铐上铁链。英军闹腾一整天后，一场风暴又席卷该城，这使得1814年8月24日的夜晚格外不平静。

## 事件经过
英军在布莱登斯堡之战大胜后，总统詹姆斯·麦迪逊等美方诸位高级军政要员均闻风撤离华盛顿城。为躲避英军的锋芒，他们一直逃到位于马里兰州蒙哥马利县的布鲁克维尔。该镇因此获得“美国的一日首都”（United States Capital for a Day）的外号。麦迪逊总统曾在当地居民卡莱布·本特利家中借住过一晚，该屋一直保存至今，人称“麦迪逊之屋”。
英國皇家工兵在队长布兰沙德（Blanshard）的带领下，派赴华盛顿对主要建筑进行纵火行动。布兰沙德报告称美国总统似乎对将进攻者绳之以法非常有信心，以至于准备了这么一个款待人的好地方。布兰沙德和他的工兵手下们在此地进行了狂欢活动。:358

## 国会大厦

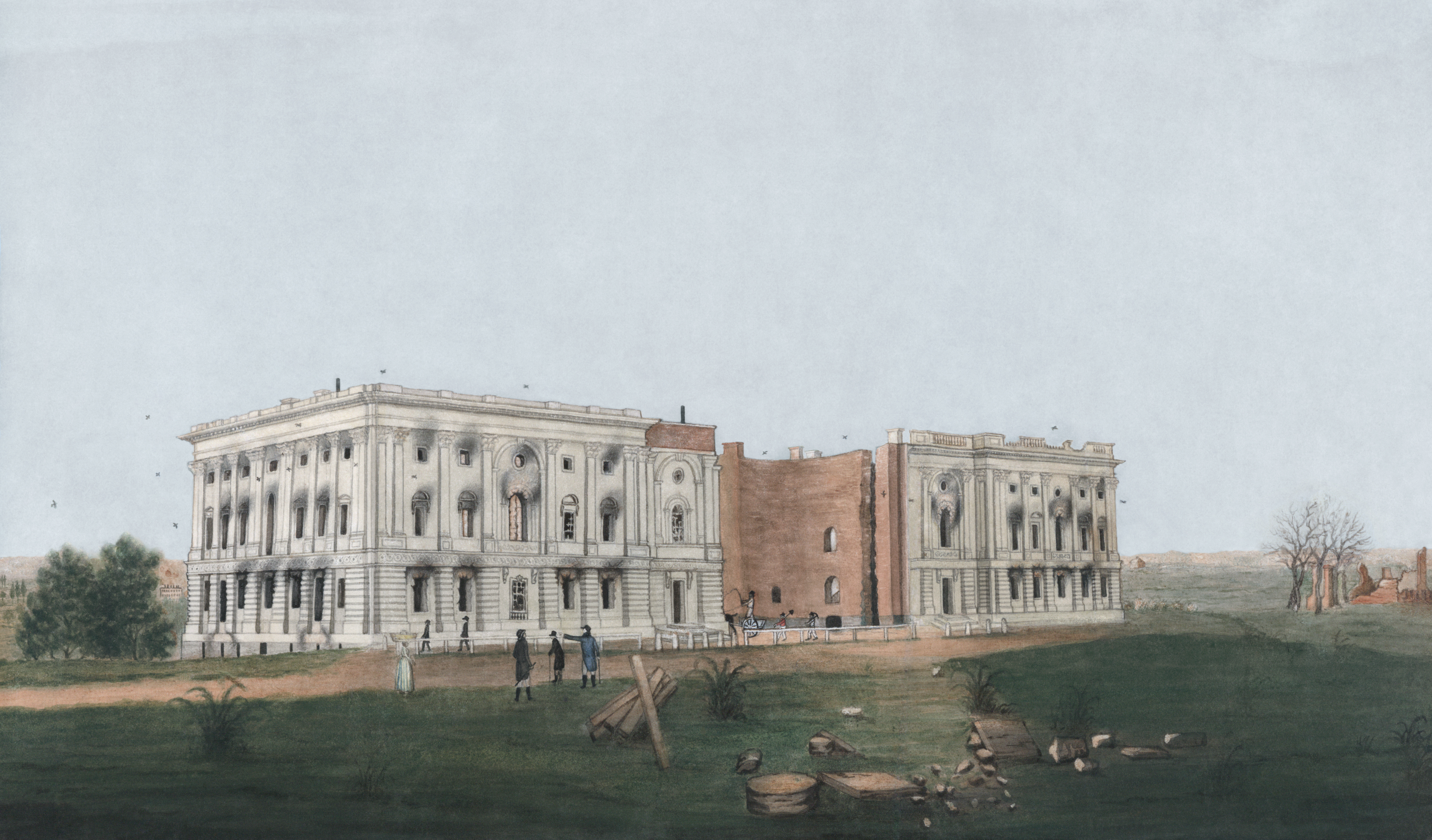
被毁后的美国国会大厦。这张水彩画作于1814年，作者是乔治·芒格（George Munger），细节已修复。

据一些路过的旅行者讲述，当时（被毁前）的国会大厦是华盛顿城唯一一座“值得一提”的建筑。因此，兼具美学与象征价值的它成了入侵者们首当其冲的目标。在洗劫过该建筑后，英军发现用火不容易将这座大石头疙瘩烧燃。士兵们将家具都搬到一起，堆成小山，然后加入火药，最后才成功引燃这座建筑物。大火使美国国会图书馆收藏的3000多卷图书遭毁。周边另有若干建筑物也被引燃。战后，托马斯·杰斐逊将自己的个人藏书馆卖给政府，以偿个人欠债，同时也援助了国会图书馆的重建。

## 总统官邸

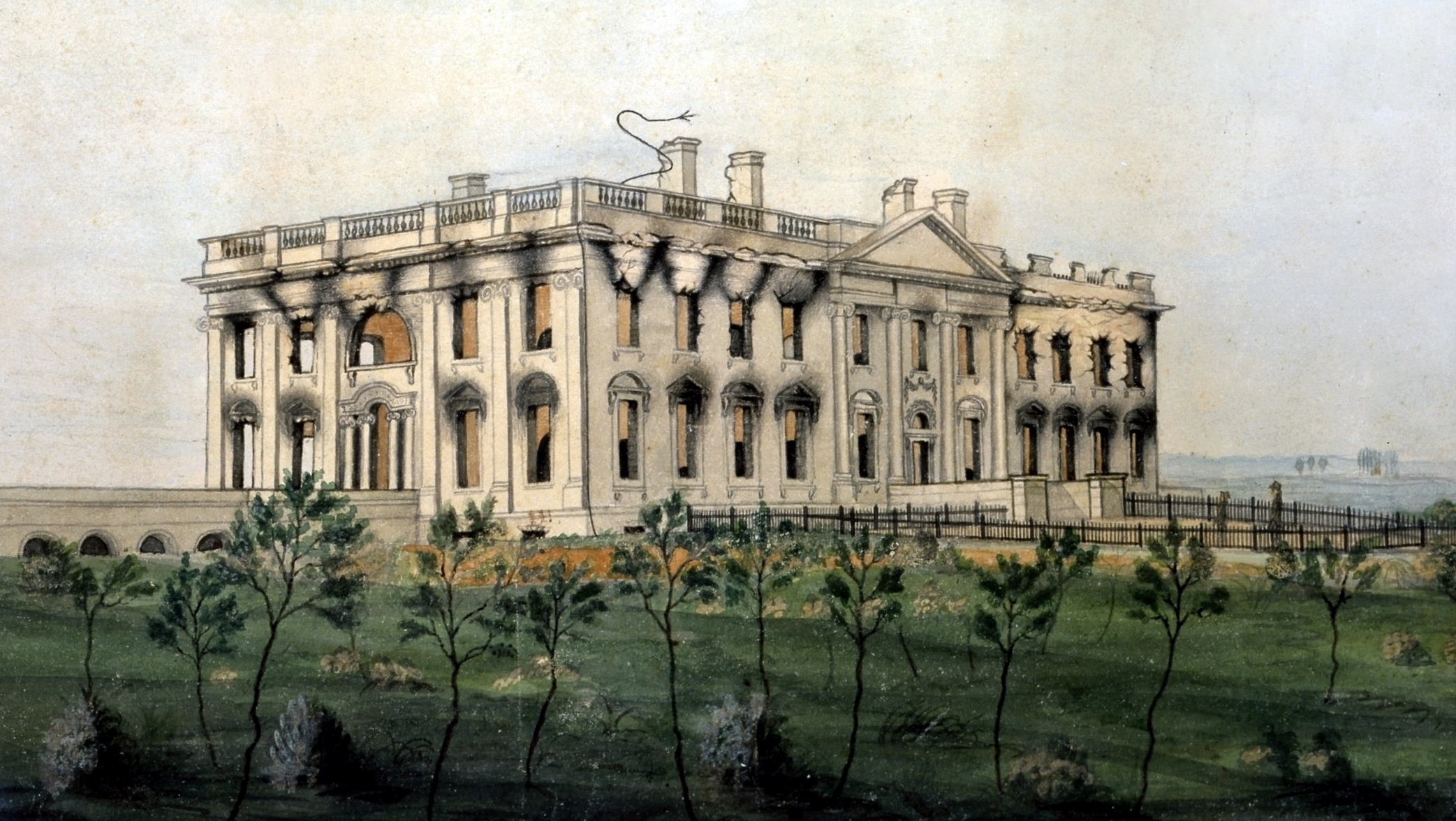
1814年8月24日大火之后的总统官邸。此水彩画由乔治·芒格所作，展于白宫。

火烧国会大厦后，英军沿宾夕法尼亚大道向西北方向的总统官邸行进。在美国总统及政府官员纷纷逃走后，第一夫人多莉·麦迪逊收到其丈夫催促其尽快准备离开华盛顿城的信。麦迪逊夫人组织奴隶和员工们拯救有价值的物品，以防它们落入敌手。15岁的保罗·杰宁是麦迪逊的私人奴隶，也是此事的见证人之一。在从后来守寡的麦迪逊夫人处赎回自己的自由身后，杰宁于1865年发表了自己作為第一部白宫人员的回忆录：
文档里常称麦迪逊夫人从白宫逃出时，把一幅乔治·华盛顿的肖像画从相框裁下，并带在身上。但实际上她没有时间去做这件事。把画像取下来还需要去找个梯子。她本人带走的东西只有装在她口袋里的银子，因为她觉得英国人已经离白宫不远了，随时会到来。（It has often been stated in print, that when Mrs. Madison escaped from the White House, she cut out from the frame the large portrait of Washington (now in one of the parlors there), and carried it off. She had no time for doing it. It would have required a ladder to get it down. All she carried off was the silver in her reticule, as the British were thought to be but a few squares off, and were expected any moment.）

杰宁说参与拯救画作和转移物品的人员有：
门卫约翰·绥瑟和园丁玛格劳（Magraw），他们匆忙地把画、大件的银器皿和一些其它的值钱品拿下来送到马车上。当英军抵达时，他们（英军）吃光了所有的菜，喝完了所有的酒，那些是我之前为总统的派对而准备的食物。（John Susé (Jean Pierre Sioussat) and Magraw [McGraw], the President's gardener, took it down and sent it off on a wagon, with some large silver urns and such other valuables as could be hastily got hold of. When the British did arrive, they ate up the very dinner, and drank the wines, &c., that I had prepared for the President's party.）

英军士兵烧毁了总统办公室。他们添了很多燃料，以保证大火可以一直烧到第2天天亮。
2009年，贝拉克·奥巴马在白宫举办了一场仪式，以纪念杰宁等人物救下了包括吉尔伯特·斯图尔特的画作在内的众多值钱物品。（而据史料记载，獲救的斯图尔特名画只是复制品，不是原作。）杰宁的十余名后裔也前往白宫，参观被自己祖先救下的绘画作品。在NPR的一次访谈中，杰宁的玄孙休·亚历山大（Hugh Alexander）说：“我们能在这画的面前一起拍照，这对我而言是很大的荣幸。”他还说杰宁后来从丧偶的多莉·麦迪逊手中赎回了自由。

## 其它华盛顿城财产

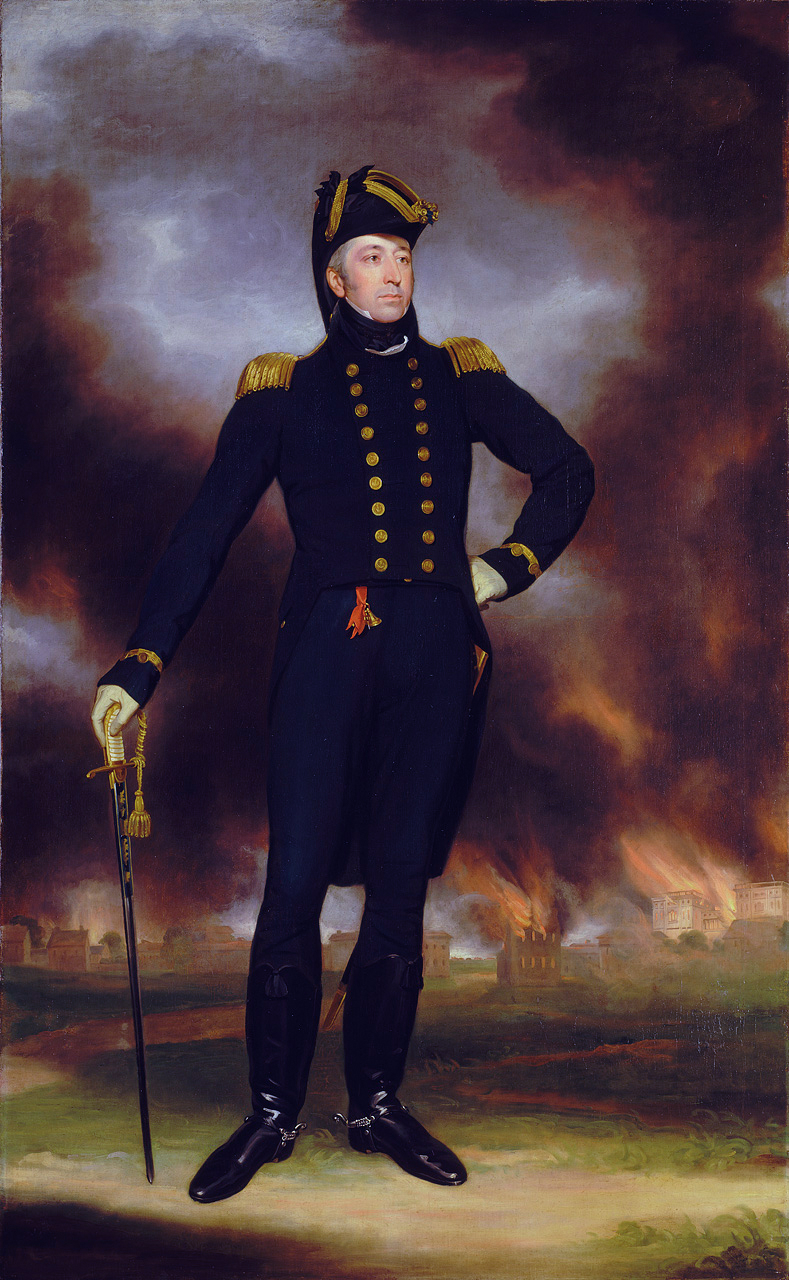
这幅少将乔治·科伯恩的肖像画的背景就是华盛顿的大火。其中背景的右侧是起火的美国财政部和其它首都建筑。

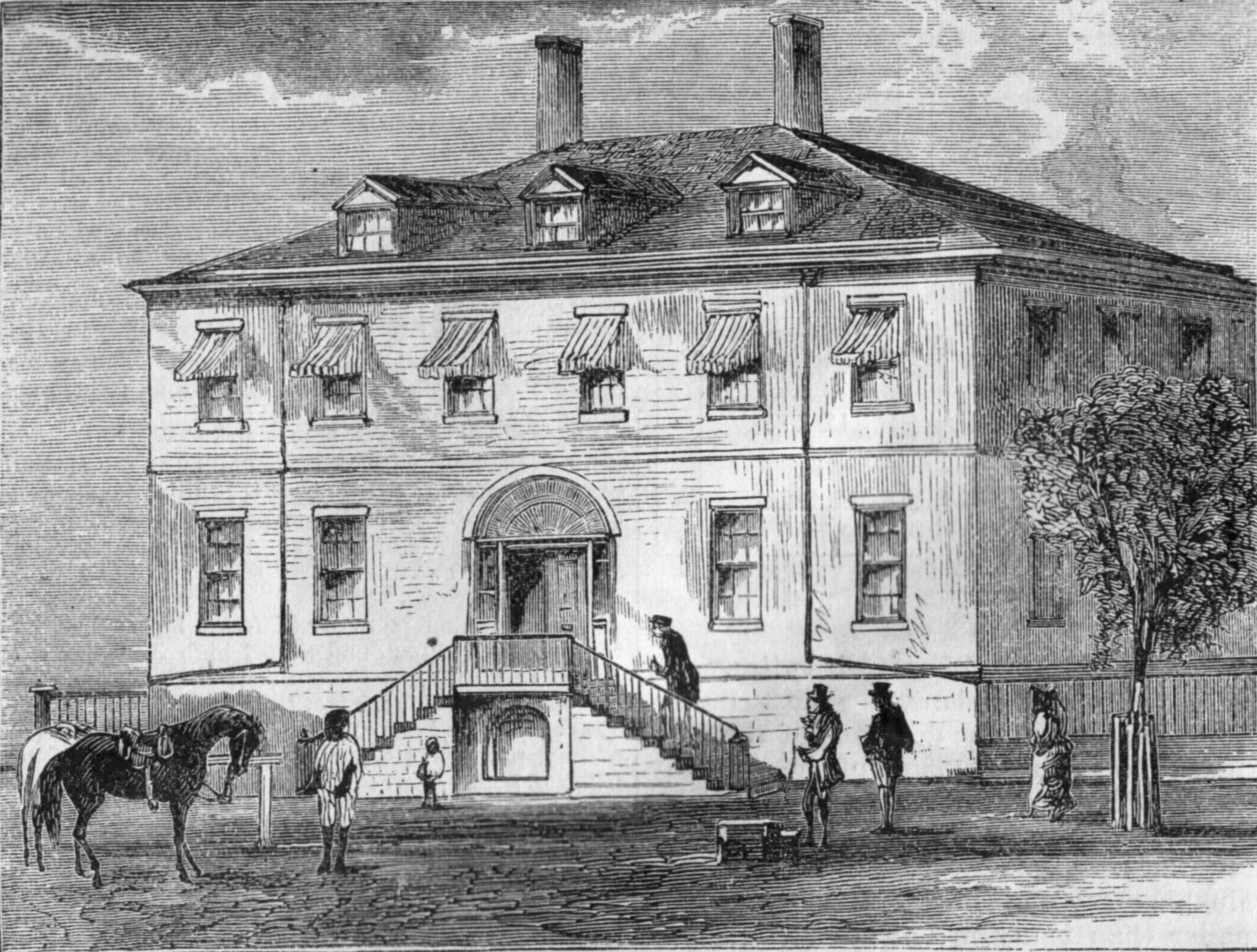
原美国财务部大楼，建于1804年。

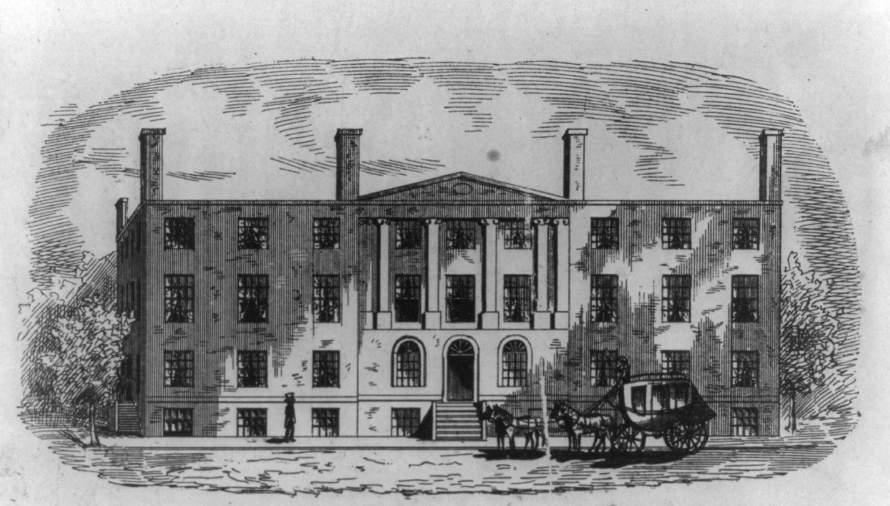
美国专利局所在地Blodget酒店；这座建筑没有在1814年的大火中被毁，但后在1836年失火。

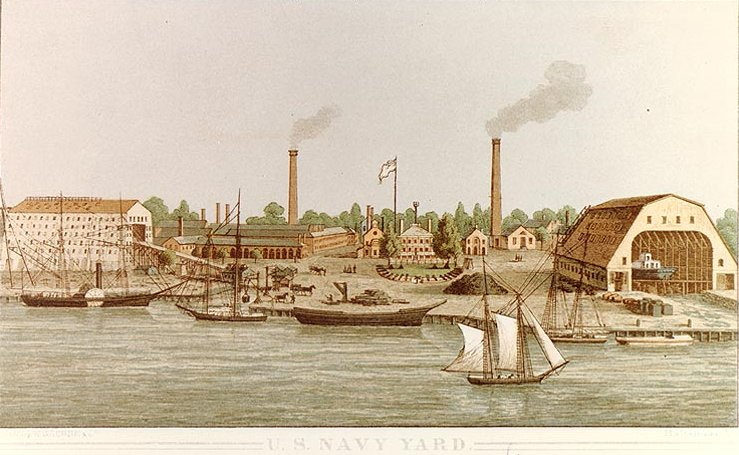
1862年时的华盛顿海军工厂。

在白宫被毁的次日，科伯恩少将进入了特区报刊《国家情报员》（National Intelligencer）的所在大楼，并打算将其付之一炬。这家报纸经常报道科伯恩的负面新闻，还给他贴上“恶徒”（The Ruffian）的标签，所以惹恼了科伯恩。有几名住在附近的妇女劝说他不要这样做，因为燃起的大火可能会波及到她们的住房。为此，他改为下令部队将这座建筑一块砖一块砖地拆除，并把所有“C”形的铅字全部销毁，“以便让那些人渣们无法再辱骂我的名字”（"so that the rascals can have no further means of abusing my name"）。
英国人搜了美国财政部大楼，希望能发现有价值的东西，但最后只发现了一些旧的记录。英国人烧毁了财务部大楼以及其它一些公共建筑。美国战争部的建筑物也被烧毁。但是，作战与各州事务办公室的文件已經转移，因此相关的书本和记录都得到了保护，战争部唯一遗失的记录只有一些军职任命的推荐函以及一些早些年的来信。专利主管人及前首都建筑师威廉·索顿成功说服英军保护了美国专利局大楼。有文字记载当时曾有一门大炮瞄准了专利局，而索顿选择用自己的身体挡住炮口，并激动地质问英国士兵有何理由毁灭属于全人类的精神财富，让英国士兵很受震撼。“当可怕的攻击所产生的浓烟散去时，专利局大楼成为唯一得以保全的政府建筑物。”
为防止敌军掠夺储备和弹药，美国人提前烧毁了华盛顿海军工厂的大部分区域。美国人报废了2艘马上即将完工的新船，一艘是装备有44门炮的“哥伦比亚号”巡防舰（frigate），另一艘是带18门炮的“阿古斯”（Argus）号。骆却勃门楼、营房A栋和营房B栋是海军工厂仅剩的幸免于英军破坏的建筑物。美国海军陆战队兵营及司令部也未遭受明显破坏，但其中的少数私人财物受到了损毁。
8月25日下午，罗斯将军派遣200人前去扫荡位于Greenleaf's Point的一座要塞。该要塞后来称作“Fort McNair”，当时已被美方所毁，但留下了150桶火药。英方决定销毁这些火药。但当英方将火药倒入水井中时，火药突然爆炸了。至少有30人在爆炸中身亡，另有多人重度伤残。

## “风暴拯救美国”
纵火开始后不到一天，一阵突如其来的大型雷暴（有可能是飓风）吹灭了大火。随之而起的另一股龙卷风穿过了市中心，然后逗留在宪法大道。龙卷风抬起2座大炮，将其抛出若干米远，造成英军与美国民众死伤。风暴过后，英军回船，但发现其中部分船只受损严重。风暴在英军占领华盛顿期间产生的影响尚存在一些争议。有一些人断言称正是风暴最终让英军被迫撤军的。但从英军在风暴来临之前大干破坏与纵火之事，以及他们的长官柯池莱尼也书面下达了“毁灭，只留下废墟”（destroy and lay waste）的命令来看，更有可能的情况是英军只是来夷平这座城市的，而不是打算长时间占据。不管是哪一种情况，英军最终只在该城占据了约26小时。此后“风暴拯救美国”（Storm that saved Washington）的说法不胫而走。但也有相反的说法流传，因为大雨也毁坏了一些英军没有打算破坏的建筑（例如专利局）。风暴可能使已破损不堪的华盛顿特区雪上加霜。
准男爵乔治·科伯恩曾与一位华盛顿女性居民交谈。科伯恩说“老天！这就是你所居住的糟糕国家经常遇到的天气吗？”该女士据称是如此回敬他的：“不是的，这是上苍欲将我们的敌人撵出这座城市的特别干预手段。”“不是的，女士，”科伯恩反驳说“这更像是帮助你们的敌人破坏你们的城市”，说完骑上了马。可是，这支英军在风暴结束后就马上离开了，而且完全没有遭遇到任何美军的反击。
皇家海军报告称此次行动共造成1人死亡，6人受伤，其中1名死者和3名伤者已确认是英国殖民海军部队（Corps of Colonial Marines）的成员。
被毁的国会大厦（含参议院厅（Senate House）和众议院厅（House of Representatives））、军械库、船坞、财库、战况办公室（War Office）、总统宅邸、波托马克河上大桥、一艘巡防舰、一艘单桅纵帆船连同各种军需总值估计达£365,000。:359
罗斯的部队离开华盛顿城时，另一支取道波托马克河南岸的英军占领了亚历山德里亚。亚历山德里亚的镇长与英军谈判成功，英军没有放火烧镇。
11月1日麦迪逊总统返回华盛顿城。当天他起草了一份声明，号召市民保卫哥伦比亚特区。11月19日，国会回归此地并在当日举行特别会议（special session）。因国会大厦及其它公共建筑被毁，他们只能在邮局和专利局办事。

## 后果
当时绝大多数的美国政评者（包括反战的联邦派人士（Federalists））都谴责对公共建筑的大量破坏是并无必要的羞辱性行为。众多英国民众对华盛顿城的浩劫感到震惊；这种行为也为绝大多数欧洲大陆国家元首所唾弃。根据英国《年度纪事》（The Annual Register）的说法，这场大火“为英国人士带来了一片强烈的谴责”，而且一部分英国国会议员（如非建制派的萨缪尔·维布莱德（Samuel Whitbread, 1764–1815））也加入了批评的大潮。
多数来自英国的观点认为这场火烧得心安理得，其破坏程度恰到好处，合乎美国入侵加拿大应付的代价。此外，他们指出美国是入侵方，是美国先挑起战端的。若干评论人士将其损失视为对美国1813年破坏上加拿大首府约克镇公共建筑的正义报复。乔治·普雷沃（Sir George Prévost）撰文称“作为一场正义的报复，华盛顿城这引以为豪的首都遭受了相似的命运”。（"as a just retribution, the proud capital at Washington has experienced a similar fate."）曾任约克镇教区长并目睹美军所作所为的牧师约翰·斯崇（John Strachan）给托马斯·杰佛逊写信称华盛顿城的损失“是对美军拒绝补偿损失的一次小报复，美军在加拿大的纵火和劫掠行为可是不分对象的，私人财产也要遭殃。”（"was a small retaliation after redress had been refused for burnings and depredations, not only of public but private property, committed by them in Canada."）
英军带着2幅绘有英王乔治三世与其妻子夏洛特王后的画，最终返回到百慕大。其中一幅画后被发现保存于哈密尔顿市的百慕大众议院，另一幅被发现保存在同一城市的另一座内阁办公建筑内。

## 重建

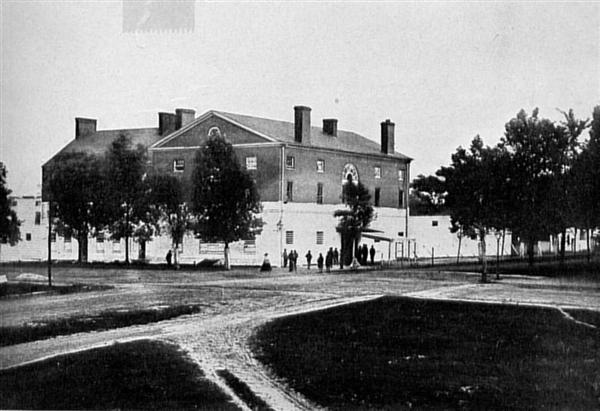
老砖墙国会大厦在美国内战期间作监狱之用。

白宫和国会大厦的砂岩结构幸免于大火的破坏，但表面留有烟熏与焦灼的痕迹。当时国会中有不少北方人议员强烈建议迁都至梅森-迪克森线以北的某座城市。费城很快成为临时首都的候选地。乔治镇镇长托马斯·柯克然（Thomas Corcoran）则提议将乔治镇学院提供给政府作为国会临时办公场所。最后，迁都的提案遭否决，华盛顿仍为美国政府所在地。
为抵制支持迁都的呼声，华盛顿城的商人们资助了华盛顿城老砖墙国会楼（Old Brick Capitol）的建立。人们推倒了当地的斯泰尔旅馆（Stelle's Hotel），并在其位置上用半年时间匆忙修建了老砖墙国会楼，这成为1815-1819年原国会大厦重建期间的临时国会所在地，也是麦迪逊的继任者举行就职仪式的场地。麦迪逊总统在其余下的任期内则蛰居在华盛顿城八角屋。白宫的重建始于1815年，完工于1817，赶在了总统詹姆斯·门罗的就职日期之前。

### 引用
1. ↑  . The War of 1812. genealogy, Inc.   [2010-08-24]. （原始内容存档于2010-05-21）.
2. ↑  .   [2019-03-29]. （原始内容存档于2020-06-28）.
3. ↑  . White House Historical Association.   [2011-06-09]. （原始内容存档于2018-12-24）.
4. 1 2 3  The War of 1812, Scene 5 'An Act of Nature', History Channel, 2005
5. ↑  Hitsman & Graves 1999，第240頁.
6. ↑  Morriss 1997，第98頁.
7. ↑  Morriss 1997，第100頁.
8. ↑  Morriss 1997，第101頁.
9. 1 2  Cruikshank 2006，第402頁.
10. ↑  Cruikshank 2006，第414頁.
11. 1 2  Porter, Maj Gen Whitworth. . Chatham: The Institution of Royal Engineers. 1889.
12. ↑  Herrick 2005，第92頁.
13. ↑  Herrick 2005，第96頁.
14. ↑  Pitch, Anthony S. . Annapolis, Maryland: Naval Institute Press. 1998: 49–50.
15. ↑  Willets includes Dolley Madison's letter to her sister describing these events. (Willets 1908，第219頁)
16. 1 2 3  Siegel & Block 2009，Descendant...
17. 1 2  Jennings 1865，第14–15頁.
18. ↑  Corrected spelling of names of staff comes from Willets (Willets 1908，第221頁)
19. ↑  Sioussat was the first Master of Ceremonies of the White House (McCormick 1904，第170頁).
20. ↑  .   [2017-03-02]. （原始内容存档于2017-03-03）.
21. ↑  Gura 2009，Descendants of a slave....
22. ↑  Fredriksen 2001，第116頁.
23. ↑  Herrick 2005，第99頁.
24. ↑  .   [2017-03-02]. （原始内容存档于2016-08-20）.
25. ↑  . patentlaws.com.   [2011-12-14]. （原始内容存档于2011-08-15）.
26. ↑  . Washington, D.C.: R. Beresford, Printer. 1886  [2011-12-16]. （原始内容存档于2012-04-15）.
27. ↑  . Kids pages. United States Patent and Trademark Office.   [2011-12-16]. （原始内容存档于2011-12-18）.
28. ↑  Crawford, p222, quoting letter from Cockburn to Cochrane dated August 27, 1814 'The Enemy himself, on our entering the Town set fire to …'
29. ↑  Roosevelt 1902，第47頁.
30. ↑  "It is one of the few structures to have escaped the fire in 1814 when the British invaded Washington." (Gerson & Branam 1973，第5頁)
31. ↑  "When the British captured Washington on August 24, 1814, and Captain Tingey ordered the Navy Yard set fire to prevent the British using the Yard and its ships to their advantage, both Quarters A (Tingey's House) and Quarters B (Lieutenant Haraden's House) were untouched, but the people the neighborhood plundered them to such an extent that 'not a movable object from cellar to garret was left, and even the fixtures and locks off the doors were taken." (Taylor 1973，第3,5頁)
32. ↑  "Act of July 14, 1832, to pay estate of Edward Barry $568.35 for property destroyed in the burning of the Washington navy-hard by the British in 1814 ... Act of March 2, 1833, to pay the estate of George Hodge $824.18 for property destroyed in the burning of the Washington navy-yard by the British in 1814." (Reports... 1894，第174頁)
33. ↑  George 2000，第111頁.
34. ↑  NWS staff 2011.
35. ↑  Cruikshank 2006, p. 414.
36. ↑  Peter Snow "When Britain Burned the White House" 2012.
37. ↑  . 倫敦憲報. 1814-09-27: 1942–1943  [2010-12-22].
38. ↑  Landry 2009，第255頁.
39. ↑  . The American Presidency Project.   [2017-03-02]. （原始内容存档于2018-07-15）.
40. ↑  Howe, David Walker. . Oxford and New York: Oxford University Press. 2007: 67.
41. 1 2  Hitsman & Graves 1999，第243–244頁.
42. ↑  Hickey 1989，第202頁.
43. ↑  Elting 1995，第220頁.
44. ↑  Hitsman & Graves 1999，第244–245頁.
45. ↑  Hickey 1989，第11頁.

## 延伸阅读
- Latimer, Jon. 1812: War with America, Cambridge, MA: Harvard University Press, 2007. ISBN 0-674-02584-9
- Martin, John. "The British Are Coming: Historian Anthony Pitch Describes Washington Ablaze（页面存档备份，存于）," LC Information Bulletin, September 1998
- Pack, A. James. The Man Who Burned The White House, Annapolis: Naval Institute Press, 1987. ISBN 0-87021-420-9
- Phelan, Mary Kay. The Burning of Washington: August 1814, Ty Crowell Co, 1975. ISBN 0-690-00486-9
- Pitch, Anthony S. The Burning of Washington, White House History Magazine, Fall 1998
- Pitch, Anthony S. The Burning of Washington, Annapolis: Naval Institute Press, 2000. ISBN 1-55750-425-3
- Siegel, Robert Descendant Of White House Slave Shares Legacy（页面存档备份，存于） NPR, August 24, 2009.
- Snow, Peter  "When Britain Burned the White House, The 1814 Invasion of Washington", London: John Murray, 2013. ISBN 978-1-250-04828-8
- Whitehorne, Joseph A. The Battle for Baltimore: 1814 (1997)
- Listing by surname of Royal Marines (2nd Battn, 3rd Battn, Colonial Marines) paid prize money for participating in the attack on Washington